# آرتور گوردون
آرتور گوردون (انگلیسی: Arthur E. Gordon; ۷ اکتبر ۱۹۰۲ – ۱۱ مهٔ ۱۹۸۹) باستان‌شناس، استاد دانشگاه، و از پژوهشگران فولبرایت اهل ایالات متحده آمریکا بود.

## زندگی
گوردون سال ۱۹۰۲ در مارلبرو، ماساچوست، ایالات متحده آمریکا زاده شد. او از دانش‌آموختگان کالج دارتموث بود.